# Guilford County
Guilford County är ett administrativt område i delstaten North Carolina, USA, med 488 406 invånare. Den administrativa huvudorten (county seat) är Greensboro. 

## Geografi
Enligt United States Census Bureau har countyt en total area på 1 704 km². 1 683 km² av den arean är land och 21 km² är vatten. 

### Angränsande countyn
- Rockingham County - nord
- Alamance County - öst
- Randolph County - syd
- Davidson County - sydväst
- Forsyth County - väst